# Jugendhilfestation
Als Jugendhilfestationen bezeichnen die wenigen definitionsstiftenden Autoren regionale Dienste, die dezentral im Auftrag der befugten Jugendämter Erziehungshilfen organisieren, planen, beraten und ihre Finanzierung vermitteln. Damit sind sie alternative Institutionen im Hilfeplanverfahren.
Folgende Ansätze wurden in Deutschland entwickelt und/oder umgesetzt:
Im Mecklenburg-Vorpommern sind ab 1993 einerseits vier Modellprojekte „Jugendhilfestationen“ für Brennpunkte errichtet worden mit einer Laufzeit von fünf Jahren. In ihnen hat der freie Träger ISP seine flexiblen Erziehungshilfen eingeführt. Die §§ 28 bis 35 SGB VIII sollen nicht voneinander getrennt, sondern bedarfsgerecht aus einer Hand bereitgestellt werden. Neben den vier Modellen wurden weitere 50 Jugendhilfestations-Einrichtungen sozialraumbezogen in M.-V. aufgebaut. Die Väter dieses Ansatzes sind Thomas Klatetzki (Das Rauhe Haus Hamburg, auch Schleswig-Holstein), Jochen Rößler (damals Ausländerbeauftragter in M.-V.) und Hagen Winter, der für sein Engagement 1994 den Hermine-Albers-Preis erhielt.
Bereits 1986 hatte der Berliner Manfred Günther eine hypothesengeleitete explorative Untersuchung vorgelegt, die auf der Basis eines narrativen, teilstrukturierten Interviews mit Experten der Kinder- und Jugendpsychiatrie und der Jugendhilfe neue Wege weisen sollte im Dschungel der Angebote, die damals noch Maßnahmen waren. Es folgte eine Monografie, die den Aufbau von Jugendhilfestationen und Verbundeinrichtungen empfahl. Das Land (West-Berlin) sollte neu strukturiert werden (die späteren Bezirksfusionen sind dem ähnlich), um dann gemeindenahe, regionale Jugendhilfestationen etwa pro 60.000-Einwohner-Kiez von dort aus einzurichten. Ob die Behörden (hoheitlich) oder anerkannte freie Träger der Jugendhilfe die Dienste betreiben sollten, blieb zunächst offen. Neben Günther verfolgten auch die Fachkollegen Günter Menkel, Armin Emrich und Martin Scherpner diese Ziele.
Die Fraktion der Alternativen Liste (Vorläufer der Partei Bündnis 90/Die Grünen) beauftragte daraufhin den Senat, einen Bericht anzufertigen über Möglichkeiten, Jugendhilfestationen im Land Berlin zu errichten. Problemorientierte Hilfen im Stadtteil sollten ganzheitlich und entwicklungsbegleitend bereitgestellt werden. Die kameralistische „Titel-Wirtschaft“ wurde infrage gestellt. Der Senat lehnte damals diese qualitative Neuorientierung ab.
10 Jahre später entstanden dann aber in Berlin tatsächlich regionalisierte Jugendamtseinrichtungen, pro Doppelbezirk 3 bis 8 Einrichtungen, wie in den alten Konzeptionen von 1987 vorgestellt. Theoretischer Hintergrund waren aber nun die Überlegungen zur sozialräumlichen Verwaltung des Duisburger Hochschullehrers Wolfgang Hinte.
Heute finden wir in Deutschland an verschiedenen Orten Teile der Jugendhilfestationen-Idee wieder. Seit 2003 wird im Landkreis Cuxhaven so angesetzt. Träger der Jugendhilfestationen sind dort das Deutsche Rote Kreuz – ebenfalls ein anerkannter freier Träger der Jugendhilfe – mit vier der insgesamt sieben Stationen sowie die AWO und Der Paritätische Wohlfahrtsverband.
Die Jugendhilfestation ist fachlich in konzeptioneller Nähe zur Sozialraumorientierung des Hans Thiersch zu sehen. Auch Carl Wolfgang Müller, Mitbegründer der praktischen Wissenschaft, steht Pate mit seinem Ansatz der Gemeinwesenarbeit.